# 斯托莊園

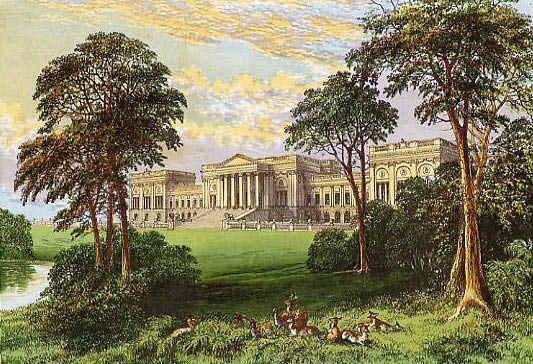
1880年時的斯托莊園

斯托莊園（英語：Stowe House）是位於英國英格蘭白金漢郡斯托的一座英格兰乡村別墅。斯托莊園是斯托學校的所在地。斯托莊園的花園被認為是英式庭園的代表作。1989年，斯托莊園的所有權被轉移給國家名勝古蹟信託。現在斯托莊園內的建築每年對外開放280日，花園則全年對公眾開放。國家名勝古蹟信託的會員可以免費入場，但其他遊客均需支付入場費以維護莊園。

## 外部連結
- Stowe House - official site
- Information about Stowe House from the Stowe School website
- Stowe Landscape Gardens information at the National Trust （页面存档备份，存于）
- Abandoned Communities .. the deserted village of Stowe （页面存档备份，存于）

52°01′50″N 1°01′03″W / 52.0306°N 1.0175°W